# بياتريس جراف
بياتريس جراف هي طبالة سويسرية، ولدت في 2 أبريل 1964 في نيون في سويسرا.

## وصلات خارجية
- بياتريس جراف على موقع ميوزك برينز (الإنجليزية)
- بياتريس جراف على موقع ديسكوغز (الإنجليزية)